# Март Стам
Март Стам (нід. Martinus Adrianus Stam, 5 серпня 1899, Пюрмеренд, Нідерланди — 21 лютого 1986, Гольдах, Швейцарія) — нідерландський архітектор, містобудувальник, дизайнер меблів, викладач Баугауза. Стам був редактором авангардного журналу «ABC Beitrage zum Bauen» і був одним з учасників-засновників першого конгресу CIAM.

## Біографія
Народився в 1899 році в Пюрмеренді в Нідерландах.
З 1917 до 1919 рр. — навчався в Національній школі малювання в Амстердамі.
В 1919 році — провів пів року у в'язниці через відмову від військової служби. Звідти вийшов утвердженим прихильником комунізму.
1922 рік — переїхав до Берліну.
1927 рік — спроектував будинок для виставкового містечка Вайсенхоф. А наприкінці 1920-х рр. брав участь в проектуванні району «Новий Франкфурт».
Через розповсюдження впливу нацизму і для побудови нового суспільства Март Стам став одним із тих архітекторів, які разом із Маргарете Шютте-Ліхоцкі поїхали за Ернстом Маєм до Радянського Союзу в 1930 році. Вони мали надію продовжувати ідеї містобудівного проектування «нової речевості», які були сформовані у часи роботи над планами Нового Франкфурта.
В 1931—1934 рр. — працював в СРСР. І там з 1931 до 1932 рр. керував проектними роботами в Магнітогорську. Також в 1931 році керував роботою з розробки нового генерального плану Орська.
В 1933 році, коли в СРСР провідним стилем став сталінський ампір, команда Мая розпалась. Повернутись до Німеччини було неможливо і в 1934 році Стам повертається до Нідерландів. Тут, у 1936 році він будує багатоквартирний будинок з гаражами для автомобілів на першому поверсі, Drive-in-Flats (автомобіль в квартирі).
З 1939 до 1948 рр. — працював директором Інституту художньо-промислової освіти (IVKNO) в Амстердамі.
В пошуках свого другого шансу побудови ідеального світу в 1948 році з дружиною Ольгою Хеллер переїхав до Радянської зони окупації Німеччини.
В 1948—1950 рр. — був ректором Вищої школи образотворчих мистецтв (Дрезден), а згодом в період 1950—1952 рр. — ректором Вищої школи образотворчих та прикладних мистецтв та формотворення в Східному Берліні, де йому вдалось застосувати до навчального процесу методики Баугауз. З початком активної побудови соціалізму в НДР та розповсюдженням в архітектурі кондитерського стилю (нім. Zuckerbäckerstil) його естетичні принципи модернізму тут стали зайві, він був звинувачений у «буржуазному формалізмі».
Наприкінці 1952 року — змушений звільнитись з Вищої школи мистецтв і повернутись до Амстердаму.
В 1955 році Стам відкрив у Амстердамі власне архітектурне бюро. Будучи радикальним модерністом, він був переконаний, що архітектура повинна стимулювати становлення суспільства рівності та братерства. Але, після всі переїздів він лише знову і знову розчаровувався в економіці та політиці різних країн: спочатку був довоєнний Франкфурт, потім СРСР, Східна Німеччина та Нідерланди.
В 1966 році за станом здоров'я] Стам залишив усі публічні посади та переїхав до Швейцарії разом із дружиною. Коли у 1986 році архітектор помер, дружина Ольга передала роботи, які він залишив, Музеї німецької архітектури (нім. Deutsches Architekturmuseum) у Франкфурті. Це підвищило його впізнаваність.
Поновлення інтересу до його творчості призвело до створення документального фільму на нідерландському телебаченні, а також появі спецкурсу для архітектурної школи в Мюнстері. Крім того, поновилось виробництво виробів з його дизайном, продажем яких зайнявся музей. Були відреставровані житлові будинки в Геллергофі та Будинки престарілих фонду Генрі та Емми Будж.

## Архітектура та містобудування

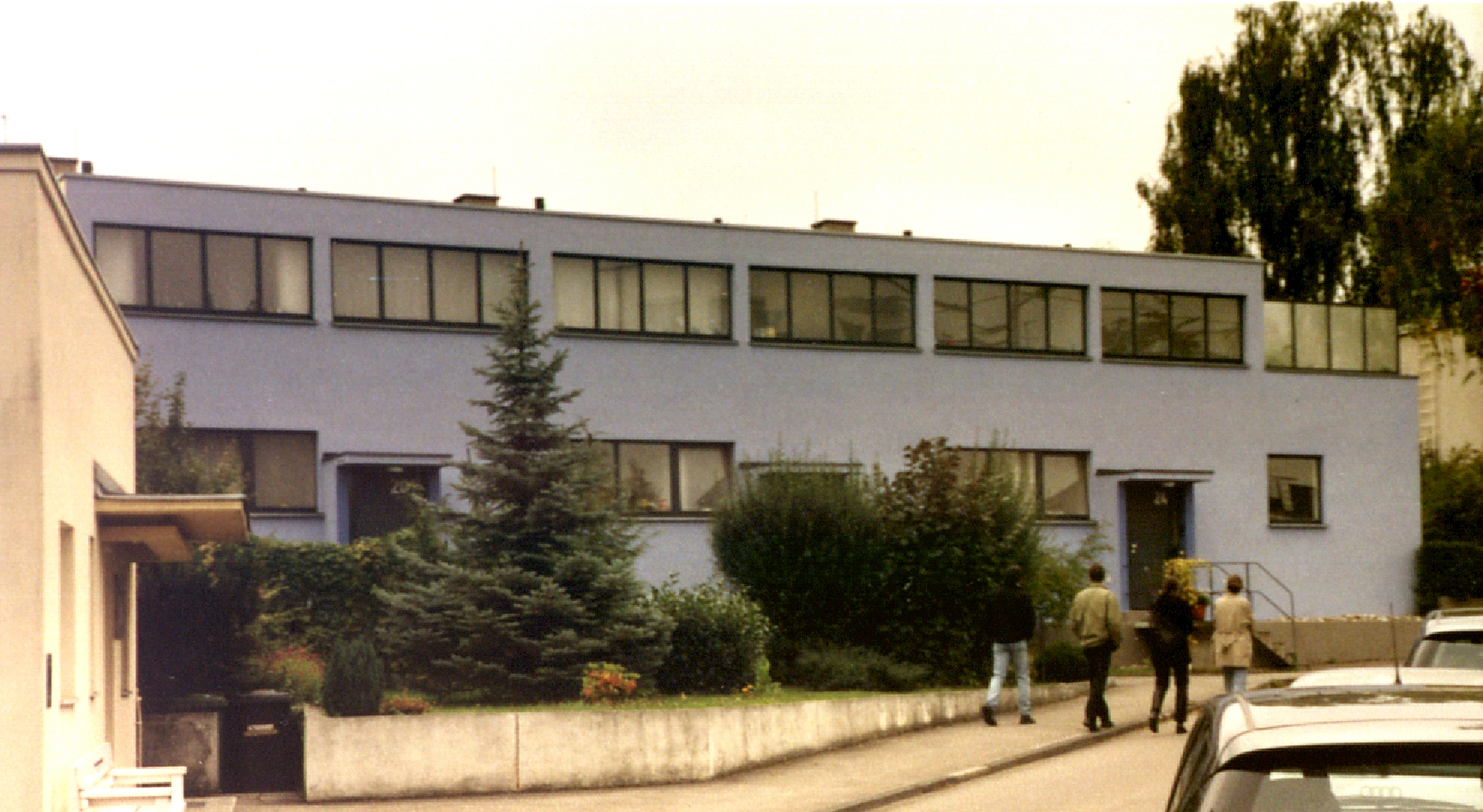
Будинок для виставкового поселення Вайсенхоф, 1927

- Теософська церква, Амстердам (1926)
- Поселення Геллергоф, Новий Франкфурт (1929—1930)
- Житловий будинок в Вайсенгофі, Штутгарт (1927)
- Будинки престарілих фонду Генрі та Емми Будж, Новий Франкфурт (1929—1930)
- Квартал №8, Орськ (1933)
- Drive-in-Flats, Амстердам (1936)